# NGC 3440
NGC 3440 ist eine Balken-Spiralgalaxie vom Hubble-Typ SBb und Sternbild Großer Bär am Nordsternhimmel. Sie ist schätzungsweise 88 Millionen Lichtjahre von der Milchstraße entfernt und hat einen Durchmesser von etwa 35.000 Lichtjahren. Gemeinsam mit NGC 3445, NGC 3458 und PGC 32784 bildet sie die NGC 3445-Gruppe (LGG 226).
Das Objekt wurde am 8. April 1793 von Wilhelm Herschel entdeckt.